# Jüdischer Friedhof (Odenkirchen)

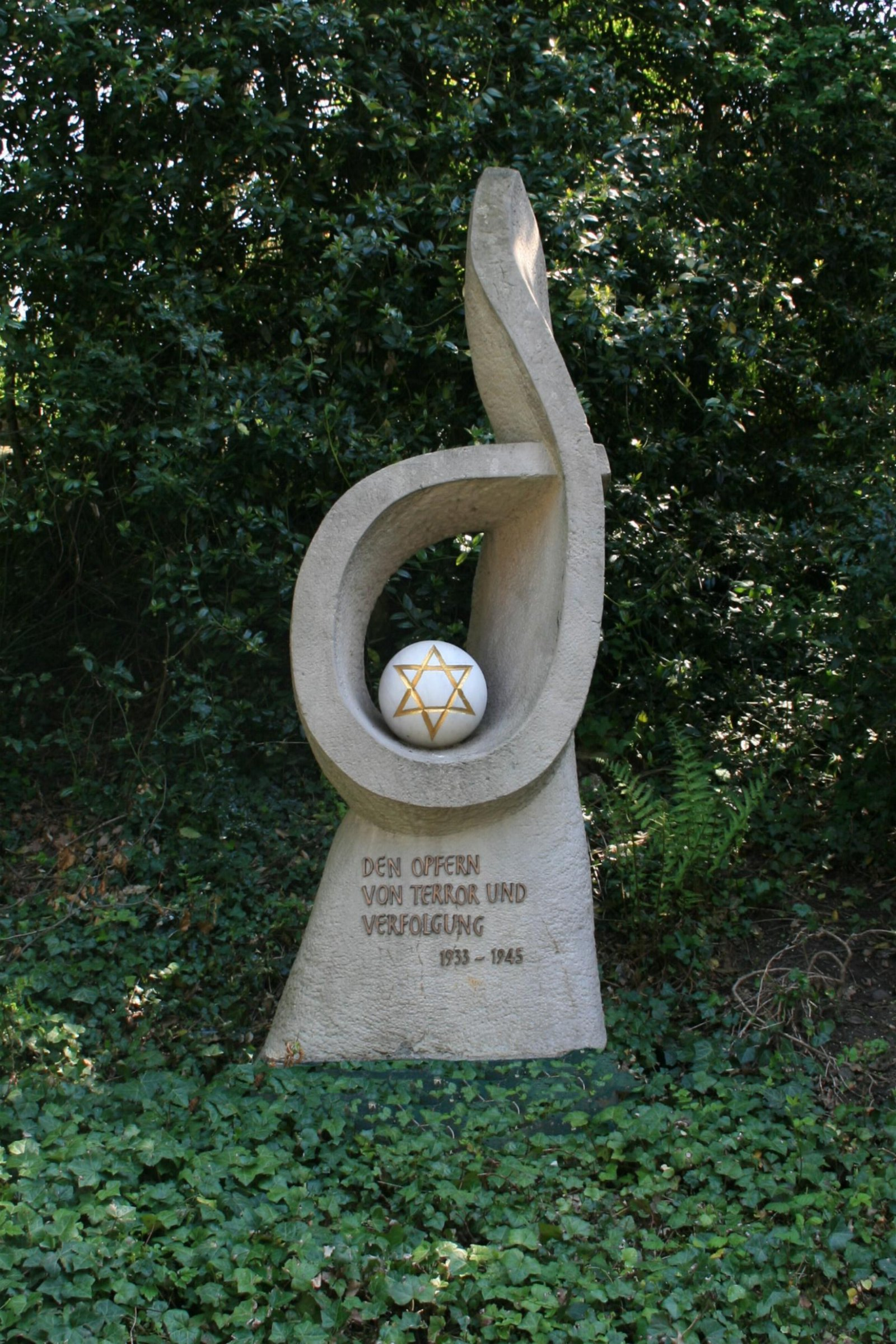
Jüdischer Friedhof (2010)

Der Jüdische Friedhof befindet sich im Stadtteil Odenkirchen in Mönchengladbach (Nordrhein-Westfalen), Kamphausener Straße.
Der Friedhof wurde 1840 angelegt. Er wurde unter Nr. K 064 am 3. Juni 1993 in die Denkmalliste der Stadt Mönchengladbach eingetragen.

## Lage
Der jüdische Friedhof liegt im unteren Teil der Kamphausener Straße. Aufgrund des ansteigenden Reliefs ist er von der Straße aus kaum einsehbar.

## Architektur
Der Friedhof gliedert sich in zwei Teilflächen. Auf der älteren, südlichen und zwischen etwa 1840 und den 1880er Jahren angelegten Teilfläche stehen zwölf Grabsteine (Mazewot), deren Inschriften identifizierbar sind sowie weitere sechs Grabsteine mit nicht lesbarer Inschrift. Die Denkmäler folgen einheitlichen Stilmerkmalen und zeichnen sich durch hochrechteckige Formen mit Dreiecksgiebel-, Wellengiebel- oder walmdachförmigem Abschluss aus.
Die Grabsteine sind aus einem bräunlichen Sandstein – z. B. meist wohl Ruhrsandstein – gehauen. Die Inschrifttafeln, häufig aus einem anderen Material – z. B. Marmor – gefertigt und in die Grabsteine vertieft eingelassen, tragen hebräische Inschriften. Lediglich die Namen und Lebensdaten der Verstorbenen sind in lateinischer Schrift verfasst.
Die nördlich gelegene jüngere Teilfläche wurde etwa ab 1890 belegt. Sie umfasst 50 Grabstätten, deren Grabsteine weniger einheitliche Formen aufweisen. Während anfangs noch die überlieferten Steinformen und -formate aufgestellt wurden, kommen ab etwa 1904/1905 auch niedrige Denkmäler, hohe und schmale Stelen, Platten u. ä. vor. Mit dem Wechsel der Grabsteingestaltung vollzieht sich auch ein Wandel des Materials, denn nun weicht man gerne auf dunkle, basische, magmatische Hartgesteine, z. T. mit polierten Oberflächen aus. Der Anteil hebräischer Inschriften geht deutlich zurück und beschränkt sich auf die Formeln:
po nikba – „Hier ruht“
tanzeba – „Seine / Ihre Seele sei eingebunden in das Bündel des ewigen Lebens“
Grabeinfassungen sind üblich und die Grabstätten mit weißen Kieseln bedeckt.
Das Objekt ist bedeutend für die Geschichte des Menschen und für Städte und Siedlungen. An seiner Erhaltung und Nutzung besteht ein öffentliches Interesse aus künstlerischen, wissenschaftlichen und volkskundlichen Gründen. Der Friedhof ist aus ortshistorischen, sozialgeschichtlichen und kunsthistorischen Gründen als Baudenkmal schützenswert.